# Śródmieście (Szczecin, 1955–1976)
     PZPR: 34 
     ZSL: 2 
     SD: 7 
     Niezrz.: 17 
Śródmieście – dawna dzielnica administracyjna Szczecina, istniejąca w latach 1955–1976. Według danych z 1961 dzielnicę zamieszkiwało 143 039 osób. Powierzchnia dzielnicy w 1955 była równa 42 km², w 1958 – 43 km², a w 1961 (po przyłączeniu Pomorzan) – 49 km².
W 1990 przywrócono zlikwidowany w 1976 podział miasta na cztery dzielnice. Powołano wówczas nową dzielnicę o tej samej nazwie, którą podzielono na 10 osiedli. W porównaniu z podziałem administracyjnym sprzed 1976 wprowadzono zmiany polegające na przyłączeniu do Śródmieścia: Łękna (z dawnej dzielnicy Pogodno), Bolinka, Drzetowa i Grabowa (z dawnej dzielnicy Nad Odrą) oraz na odłączeniu Pomorzan (współcześnie osiedle dzielnicy Zachód).

## Granice i położenie
Dzielnicę ograniczały (nazewnictwo współczesne): ulica Krygiera, linia kolejowa nr 408, ulica Mieszka I, aleja Piastów, ulica Jagiellońska, aleja Bohaterów Warszawy, ulica Wawrzyniaka, ulica Skargi, północne ogrodzenie 109. Szpitala Wojskowego, ulica Słowackiego, ulica Pawła VI, linia kolejowa nr 406, ulica Krasińskiego, aleja Wyzwolenia, ulica Staszica, ulica Plater, ulica Parkowa, ulica Dubois, lewy brzeg Odry Zachodniej, oś Kanału Grabowskiego, wschodni brzeg Wielkiej Kępy (bez plaży i zabudowań), wschodni brzeg Regalickiego Chełmu, północny brzeg Mieleńskiej Łąki, oś Odry Wschodniej, północny brzeg Ustowskich Mokradeł, oś Gęsiego Rowu, oś Ustowskiego Rowu, oś Odry Zachodniej i ponownie ulica Krygiera. 
Śródmieście graniczyło z dzielnicami:
- Nad Odrą na północy
- Pogodno na zachodzie
- Dąbie na wschodzie

## Osiedla
Od 1 kwietnia 1961 Śródmieście składało się z 6 osiedli:
| Nazwa                     | Liczba mieszkańców (1960) |
| ------------------------- | ------------------------- |
| Grabowo                   | 11 038                    |
| Łasztownia-Port           | 2668                      |
| Niebuszewo I              | 18 586                    |
| Pomorzany                 | 6225                      |
| Śródmieście               | 103 175                   |
| Wyspa Pucka-Kępa Parnicka | 1317                      |

## Galeria

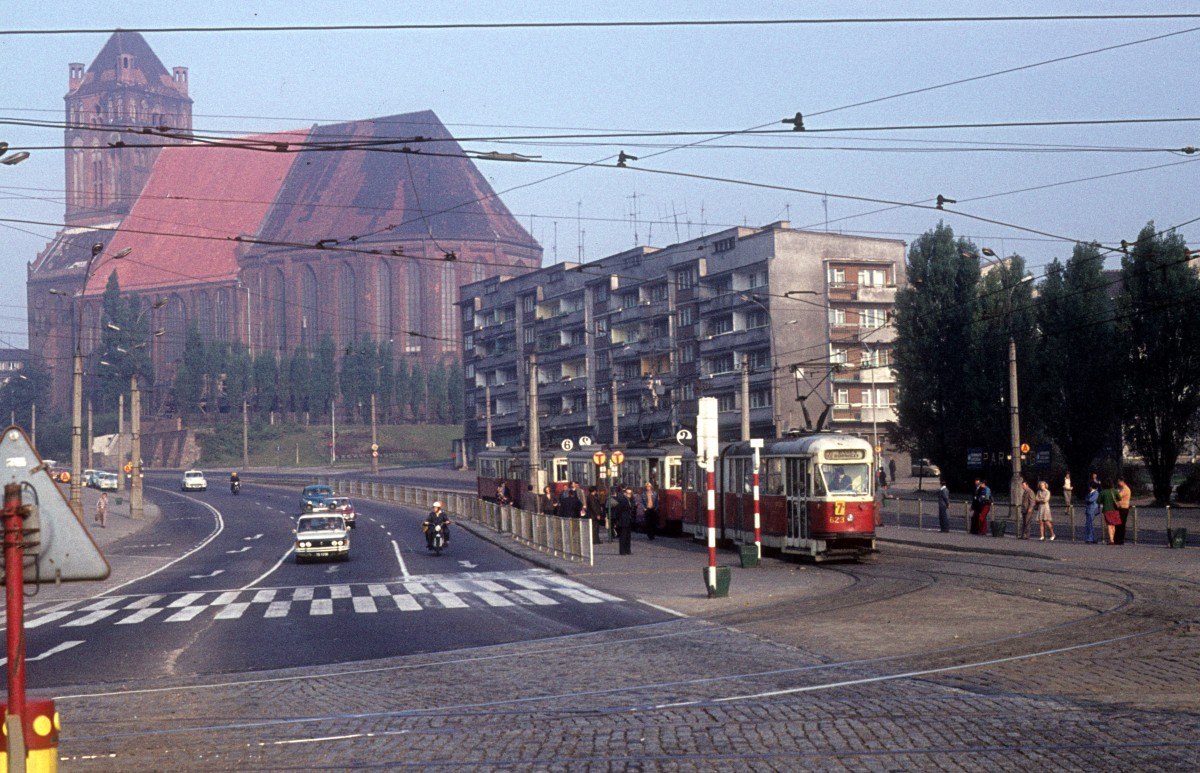
Ulica Wielka, obecnie Księdza Kardynała Stefana Wyszyńskiego (1975)
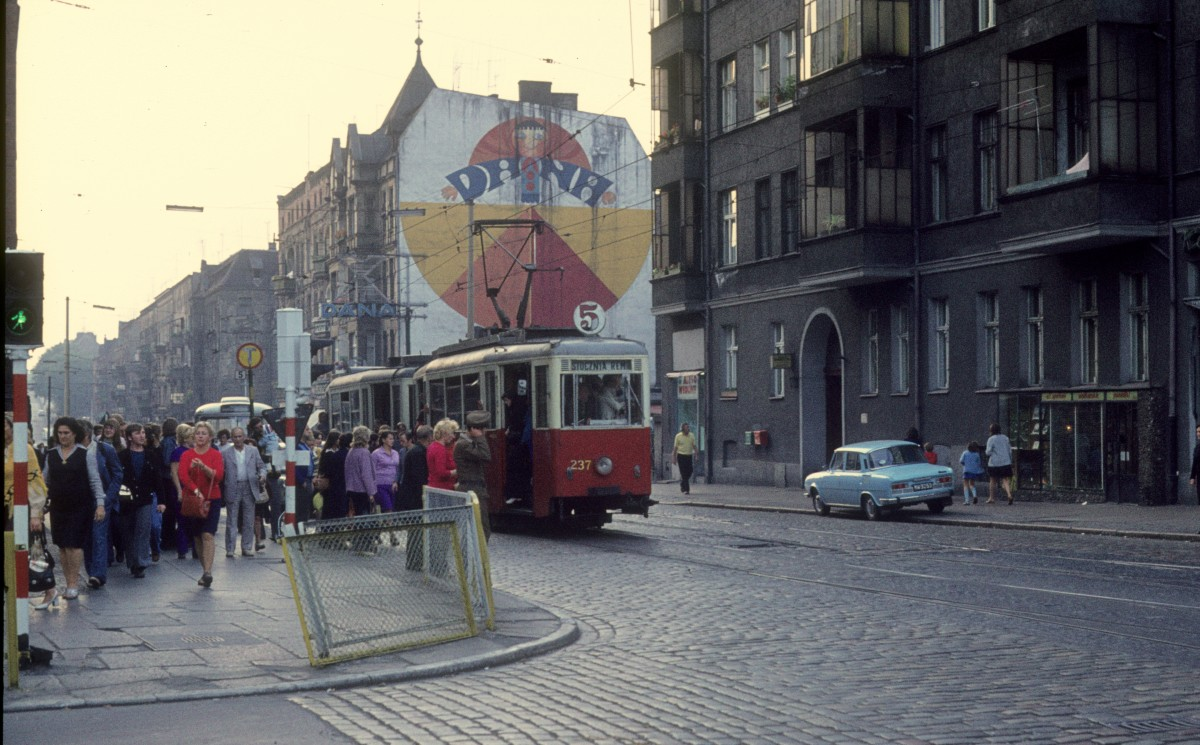
Ulica Jagiellońska (1975)
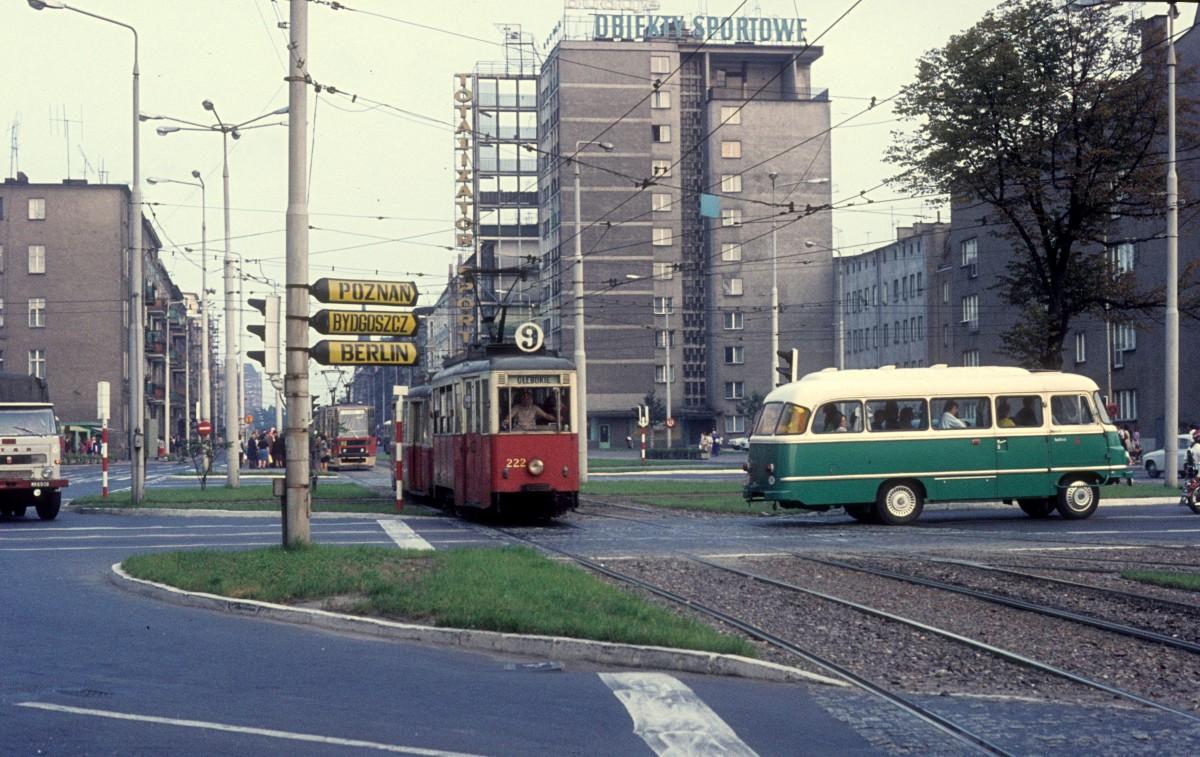
Plac Tadeusza Kościuszki (1975)
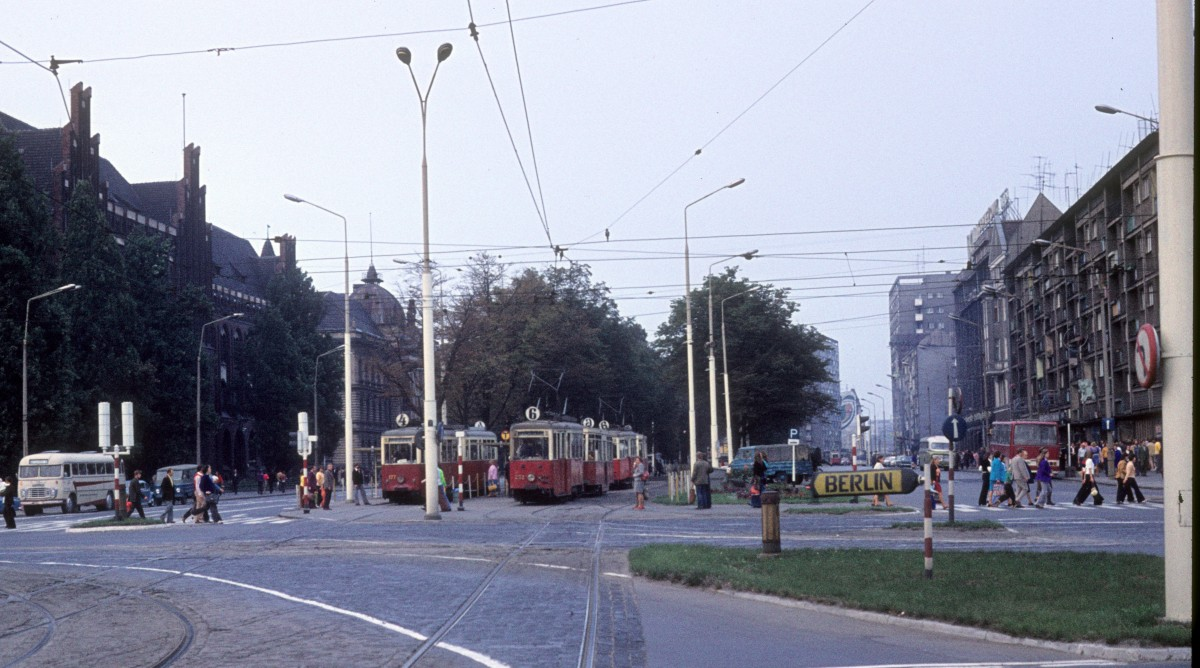
Aleja Niepodległości (1975)